# Återstoden av en armé
Återstoden av en armé (Remnants of an Army) är en oljemålning av Elizabeth Butler från 1879.
Målningen har som motiv fältläkaren William Brydon, som sårad på sin utmattade häst närmar sig en port till det av britterna hållna fortet i Jalalabad i östra Afghanistan den 13 januari 1842, under första anglo-afghanska kriget. I kriget var Brittiska Ostindiska Kompaniet krigförande part på brittisk sida. William Brydon var den ende kvarvarande av en brittisk armé på 4 500 soldater i en kontingent som tillsammans med omkring 14 000 civila flytt Kabul en vecka tidigare. Han ingick i en kavallerispaningsgrupp som sänts ut dagen innan från huvudkolonnen för att rekognosera vägen till Jalalabad. Ett fåtal överlevande indiska soldater, som flytt striderna på vägen till Jalalabad, anlände också till fortet de följande veckorna. William Brydon, som var sårad av ett svärdshugg i huvudet, överlevde.
Den brittiska ockupationen av Afghanistan kunde vid årsskiftet 1841/42 inte längre  upprätthållas. Under ledning av generalmajoren William Elphinstone utrymdes Kabul därför i panik i gryningen den 6 januari. Målet var att ta sig till den befästa staden Jalalabad som var belägen 14 mil bort. Den långsamma kolonnen angreps redan under andra dagen av krypskyttar och blev också av med artilleripjäser. Efter fyra dagar hade kolonnen bara kommit fyra mil från Kabul och hade då redan förlorat 3 000 personer som dödats i strid eller förfrusit. På sjätte dagen återstod 200 soldater och 2 000 civila. Den 13 januari stupade de sista soldaterna utanför Gandamak, 56 kilometer från Jalalabad.
Totalt omkom 16 500 människor på brittisk sida. William Elphinestone avled i april 1842 som krigsfånge i Afghanistan. Han och hans närmaste man hade på flyktens sjätte dag accepterat ett erbjudande om att bli krigsfångar och lämnat övriga åt sitt öde, utom de officersfruar och barn som då överlämnat sig. Av de brittiska fångar som togs överlevde 82 militärer och 33 civila, som senare släpptes i september 1842. Ett okänt antal indiska militära och civila fångar såldes som slavar i Kabul eller kvarhölls som fångar i bergsbyar.
Målningen ägs av Tate Britain i London, som fick den i gåva 1897 av Henry Tate. Den är utlånad till Somerset Military Museum på Tauntom Castle.
Den tyske poeten Theodor Fontane skrev 1896 en ballad om katastrofen under flykten till Jalalabad.